# Borne milliaire de Caveirac
La borne milliaire d'Auguste est une borne milliaire de France.

## Localisation
La borne est située sur la commune de Caveirac et a été déplacée dans le jardin du château de Caveirac depuis sa restauration.

## Historique
La borne est classée au titre des monuments historiques en 1911.